# Элла
Э́лла — женское имя. Существует множество версий о его происхождении. Одна из них указывает на источник из нем. all (всё, полностью) Другая отсылает к норманскому варианту произношения сокращённого германского имени Alia, представлявшему собой начальный элемент германского имени ali-, означавший «другая». На иврите אלה (Эла) означает «богиня» и по религиозным причинам не может даваться верующими евреями. Но поскольку это слово также означает «фисташковое дерево», оно всё-таки используется среди неверующих израильтян. Существует версия о греческом происхождении имени от названия греч. Ελλάδα («Греция»).
В англоязычных странах имя Элла вновь вошло в моду во время викторианской эры, а также в последнее десятилетие (начиная с 2000 года), став популярным именем в Австралии, Канаде, Ирландии, Новой Зеландии, Англии, Америке и других англоязычных странах. Среди известных носителей в этих странах — певица Элла Фицджеральд.

## В астрономии
- (435) Элла — астероид, открытый в 1898 году.